# 구조역 (오사카부)
구조역(일본어: 九条駅, くじょうえき)은 일본 오사카부 오사카시 니시구에 있는 지하철 주오 선과 한신 전기 철도의 철도역이다. 역 번호는 C14이다.

## 이용 가능 철도 노선
- 한신 전기 철도
  - 한신 전기 철도 한신 난바 선
- 오사카시 고속 전기궤도
  - ■ 주오 선(C14)

## 타는 곳
한신 전기 철도
| 1 | ■ 한신 난바 선 (상행) | 오사카난바 방면                                      |
| 2 | ■ 한신 난바 선 (하행) | 아마가사키 · 산노미야 · 산요아카시 · 산요히메지 방면 |

오사카시 고속 전기궤도
| 1 | ■ 주오 선 | 모리노미야·나가타·이코마·갓켄나라토미가오카 방면 |
| 2 | ■ 주오 선 | 벤텐초·오사카코·유메시마 방면                    |

## 역사
- 1964년 10월 31일: 오사카 지하철 주오 선 벤텐초 ~ 아와자간 구간 개통으로 영업 개시.
- 2009년 3월 20일: 한신 난바 선 니시쿠조 ~ 오사카난바 구간이 개업으로, 한신 전기 철도 개업.

## 사진

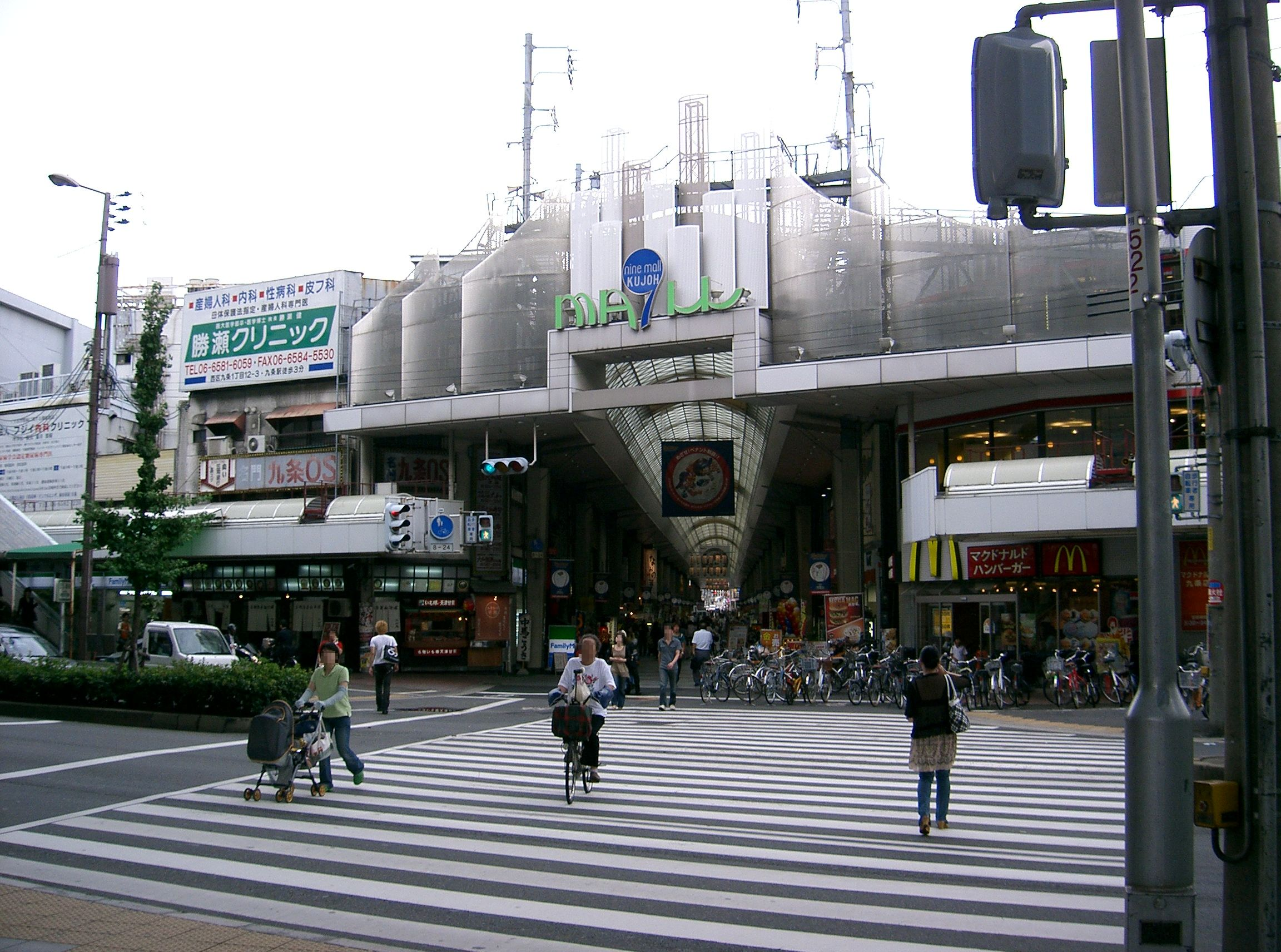
Ninemall구조
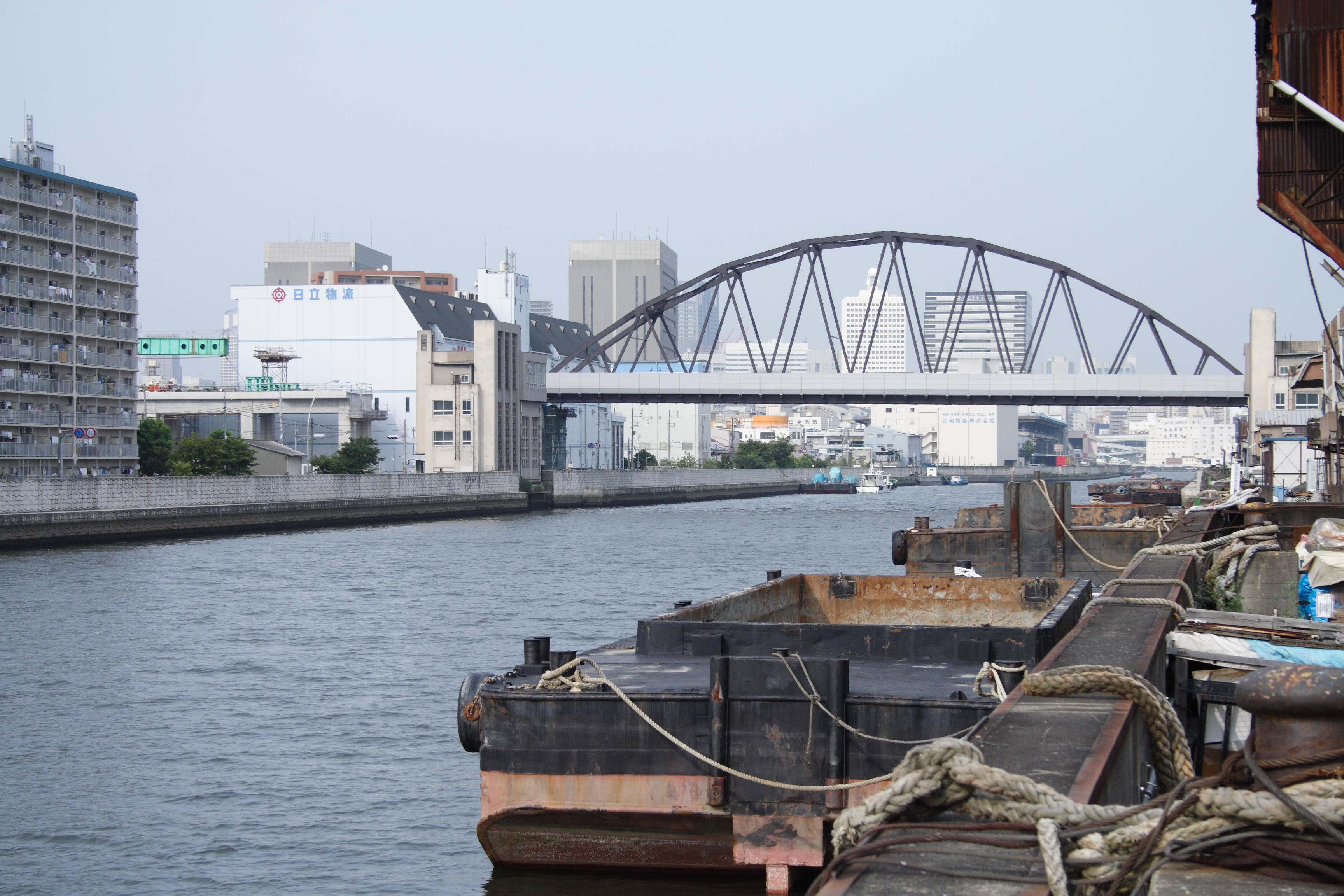
한신 아지가와 다리

## 인접역
| 한신 전기 철도 한신 난바 선 | 한신 전기 철도 한신 난바 선                      | 한신 전기 철도 한신 난바 선 |
| --------------------------- | ------------------------------------------------ | --------------------------- |
| 니시쿠조 산요히메지 방면    | ■ 한신 난바 선 쾌속급행 · 준급 · 구간준급 · 보통 | 도무마에 오사카난바 방면    |

| ■ 오사카 메트로 주오선   | ■ 오사카 메트로 주오선 | ■ 오사카 메트로 주오선 |
| ------------------------ | ---------------------- | ---------------------- |
| C13 벤텐초 유메시마 방면 |                        | 아와자 C15 나가타 방면 |